# Villa medicea della Topaia
La Villa La Topaia si trova sulle alture nei pressi di Castello, nel comune di Firenze, non lontano dal confine amministrativo con Sesto Fiorentino, a breve distanza dalle ville di Castello e della Petraia. La villa rappresentava soprattutto un casino di caccia nell'immenso parco tra le due ville principali.

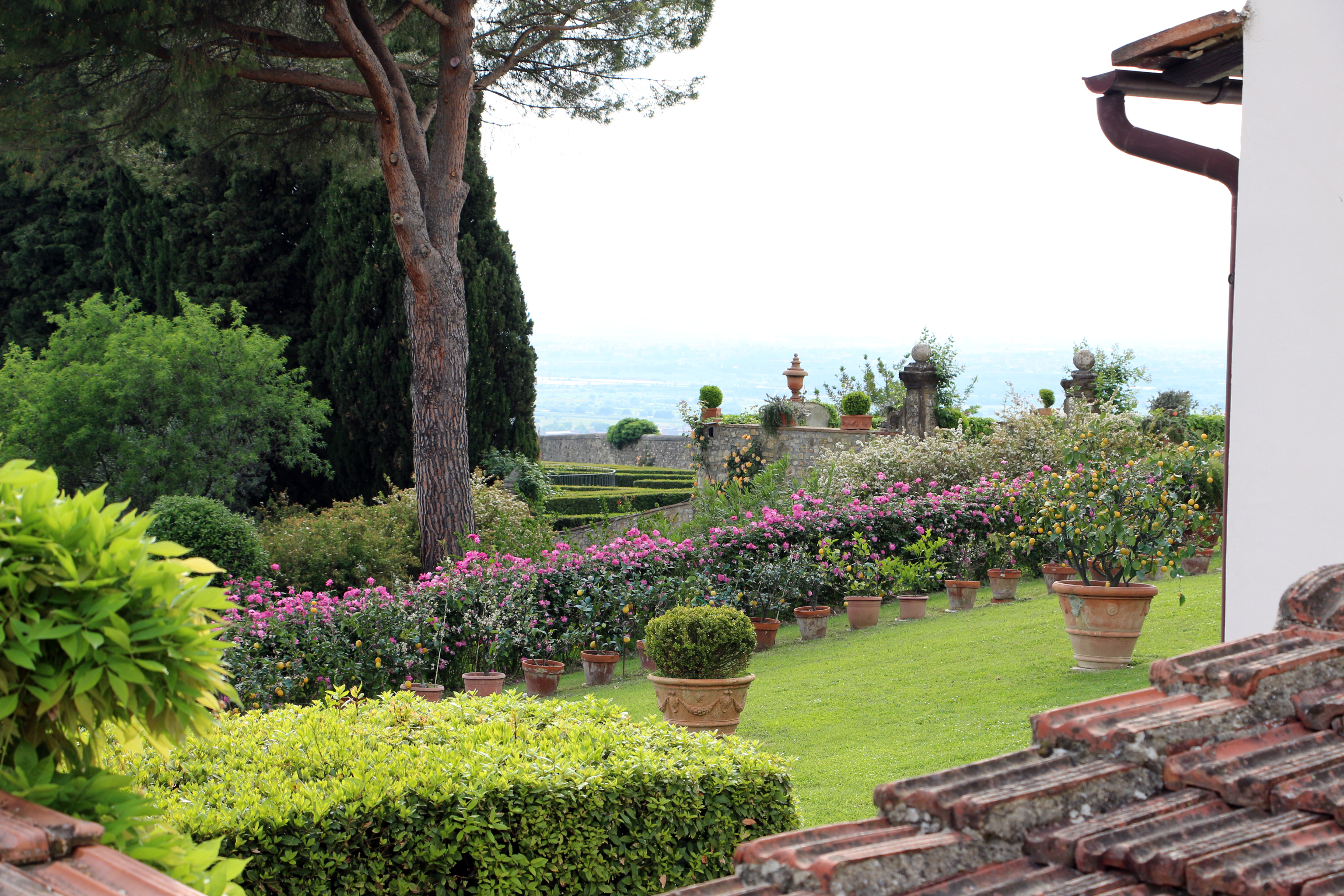
I giardini

## Storia e descrizione
Venne edificata su un preesistente edificio rustico da Cosimo I de' Medici, prima del 1550. Il granduca stesso concesse l'uso di questa villa ai due letterati Scipione Ammirato e Benedetto Varchi, che qui scrissero le Storie fiorentine.
Dalle descrizioni del Varchi si viene a conoscere come questa villa fosse sì piccola rispetto ad altre tenute, ma completa in tutti gli elementi di dimora signorile: con un ampio salone centrale, una loggetta, una cappella, un mezzanino per il guardaroba e la servitù, un orto e un giardino con "pratello".
Il nome non proprio celebrativo della villa fu tramutato dagli scrittori in Cosmiana in onore del loro mecenate.
Venne usata come foresteria fino all'epoca di Cosimo III, il quale ne curò una generale ristrutturazione, trasformandola in un casino di caccia e di riposo, ove sostare durante le visite alle vigne nelle tenute di Castello e La Petraia.
Il Granduca era appassionato di scienze naturali e qui fece realizzare una specie di giardino botanico, potenziato nel numero e nella varietà delle specie coltivate, con il desiderio di riunirvi "tutte le sorti di frutte, d'agrumi, d'uve e di fiori che finora si sono potute trovare, sì di naturali, come anche di stravaganti e bizzarri aborti della natura". Quindi un luogo anche di capriccio secondo il gusto tipicamente barocco dell'epoca.
All'interno della villa fece poi riprodurre dal pittore Bartolomeo Bimbi la copia a grandezza naturale e riprese dal vero di tali piante. Un lampadario ligneo dorato, realizzato alla fine del Seicento per il salone nobile della villa, venne poi spostato in epoca ottocentesca a Palazzo Pitti per essere collocato nella Sala Celeste degli Appartamenti Reali.
Anche la loggetta centrale sulla facciata risale a questo periodo, decorata da cornici squadrate ("a serliana"), così come la piccola grotta che introduce al piano superiore del giardino.
Nella prima metà dell'Ottocento, i Lorena divisero l'edificio in due parti distinte: una ad uso della corte granducale e una ad uso della famiglia di coloni che lavoravano e curavano la tenuta.
Vittorio Emanuele III, dopo che i Savoia avevano ereditato tutte le proprietà delle case regnanti degli antichi stati italiani in seguito all'unificazione, la cedette allo Stato italiano nel 1919.
A sua volta lo Stato la destinò all'Opera nazionale combattenti, dalla quale è stata in seguito rivenduta a privati, che la tengono ancora oggi.
La villa non è visitabile al pubblico.